# TOUR 2008 L'7 〜Trans ASIA via PARIS〜
『L'Arc〜en〜Ciel TOUR 2008 L'7 〜Trans ASIA via PARIS〜』（ラルク アン シエル ツアー にせんはち エルセブン トランス エイジア ヴィア パリス）は、日本のロックバンド、L'Arc〜en〜Cielが2008年に開催したコンサートツアーおよび、それを収録したライブビデオ。

## 概要
「L'Arc〜en〜Ciel TOUR 2008 L'7 〜Trans ASIA via PARIS〜」は、L'Arc〜en〜Cielが2008年4月から6月にかけて日本国内外7都市（上海、台北、パリ、ソウル、香港、東京、大阪）で全10公演を開催したライブツアー。海外公演を含んだライブツアーは、2005年9月に開催された「ASIALIVE 2005」以来約3年半ぶりとなる。
2005年9月に開催したライブツアー「ASIALIVE 2005」は、ツアータイトルが示すようにアジア地域のみをまわるツアーで、日本以外の開催都市はソウル、上海の2都市のみであったが、今回は自身初のヨーロッパ公演を含め、約32万人を動員するツアーとなった。本ツアーでは、前回まわったソウル、上海の他、台北、香港、パリ、さらに日本の2都市を巡っており、ライブを開催する都市の数から「L'7」というツアータイトルが付けられている。余談だが、ヨーロッパでの公演はパリ1公演のみとなっているが、他にドイツの都市なども開催候補地としてあがっていたという。ただ、バンド名である「L'Arc〜en〜Ciel」がフランス語であることから、所縁の地であるフランス・パリでの初公演に焦点を絞ったツアーにすることが決まったという。このパリ公演はルゥ・ゼニットで開催されており、日本人が主催するライブとしては過去最多となる約5,500人を動員し、満員のライブとなった。パリ公演を振り返り、hydeは「最初にパリ公演の話が出た時、実はまず自分が"行きたい!"って思ったんだよね。なんとなく意味あるなぁって感じが直感でしたから。たぶん行っておかないと悔いが残りそうな気がした。俺、パリって旅行でも行ったことなかったし…逆に、フランスに行くんだったら、ちゃんと行きたいと思ってたの。だからあえてハズしてたんだけど。そういう意味では思い入れがあったかもしれないですね。まぁ実際にあんなに歓迎してもらえるとは思ってなかったですけど」と述べている。
セットリストは、海外公演を中心としたライブツアーだったこともあってか、シングル表題曲が高い割合で組み込まれた構成となっている。ただ、ツアーの最後に組まれた日本公演では、当時音源化されていなかった楽曲「NEXUS 4」「SHINE」の他、近年演奏されることがなかった楽曲も多数組み込まれた。今回の公演では、「LORELEY」が約10年ぶり、「Sell my Soul」が約9年ぶり、「THE NEPENTHES」「TIME SLIP」が約8年ぶりに披露されている。なお、ツアーの最後に組まれた日本公演に限り、2004年に開催したライブツアー「SMILE TOUR 2004」から引き続き、パートチェンジバンド、P'UNK〜EN〜CIELのセルフカバーコーナーが設けられている。
また、本ツアーにおけるパリ公演の模様は、ライブ当日となる2008年5月10日の日本時間深夜3時に、東京・大阪・福岡・広島・新潟の日本5都市のシネマコンプレックスで生中継された。ちなみにこれは、世界初の海外コンサートの同時中継企画となった。バンドの所属事務所の代表を務める大石征裕曰く「映像収録もしたが、当時はPALと規格が違うエリアでは電圧も違い、カメラや機材の調整や日本までの伝送について各方面への根回しが大変だった」という。また、このパリ公演の模様は2009年5月29日にNHK総合で放送された特別番組『L'Arc〜en〜Ciel LIVE IN PARIS』で一部流されている。なお、この特別番組ではメンバーへのインタビューや、メンバーが各地でオフを過ごしている様子も放送されており、この映像は2009年3月25日に発表したドキュメンタリー・ビデオ『DOCUMENTARY FILMS 〜Trans ASIA via PARIS〜』に収録されている。ちなみに、本ツアーのライブ映像に関しては、2009年5月20日に発表したライブビデオ『LIVE IN PARIS』にパリ公演の模様が、2010年3月31日に発表したライブビデオ『TOUR 2008 L'7 〜Trans ASIA via PARIS〜』に東京の2日目公演の模様が、2011年4月6日に発表したボックス・セット『FIVE LIVE ARCHIVES 2』に大阪の最終日公演の模様が収録されている。
バンドの所属事務所の代表を務める大石征裕は、2020年に発表した自身の著書で、このツアーを振り返り、「欧米ではエスタブリッシュ・アーティストでない限り、2000人以下のキャパで20箇所くらいをバス移動で廻るようなツアーを3年間続ける、という地道な活動が要求されるので、ラルクの活動環境では時間的にも体力的にも難しい。そこで、将来海外のエージェントの目に止まるような活動、つまりある種ビジネスとしては成り立たない興行もあることを覚悟して計画することになる。2008年のパリ公演で学んだのは、現地プロモーターのセオリーや、国民性や習慣の違いが大きく影響するということだった」と述懐している。また、大石は同著書で「日本のプロモーターはアーティスト重視だが、海外ではコントラクト・オリエンテッド（契約重視）で、契約外、時間外、範囲外の仕事は一切手をつけないのが常識となっている。グローバルスタンダードに準ずるには、現地プロモーターがやってくれないことややれないことは、日本人スタッフを同行させて処理するか、アーティストと海外用のチームワークを形成し、限られた人数でこなしていくしか方法はない」と綴っている。このツアーの後に大石は、ヴァージン・アメリカや米エピック・レコードの社長を歴任し、ジェフ・ベックやニルヴァーナのA&Rも務めたカズ宇都宮とコンタクトを取り、ライブツアー「WORLD TOUR 2012」の開催に向けて動いていくことになる。
余談だが、このライブツアーの開催中となる2008年5月13日に、ツアー終了をもってバンド結成20周年を迎える2011年までライブ活動を行わないことが発表されている。この発表の通り、2011年1月1日に開催したニューイヤーライブ「20th L'Anniversary Starting Live "L'A HAPPY NEW YEAR!"」までの約2年半の間、L'Arc〜en〜Ciel名義での公演は開催されていない。但し、本ツアー終演後の2008年8月27日に、日本公演で先行披露していた新曲「NEXUS 4」を表題曲としたシングルがリリースされている他、メディア出演などのプロモーション活動が実施されており、完全なバンド活動休止とはなっていない。tetsuyaは、ライブ活動休止後のインタビューにおいて「ライブはスケジュール的にしばらく先まで難しいのかなと思うんですけど、バンドってライブだけが活動じゃないですから。ライブ以外にも活動はありますから、だからあっちゅう間ですよ」と述べている。

## DVD・Blu-ray

### 解説
DVD版は2010年3月31日、BD版は2014年3月19日発売。発売元はKi/oon Records。
本作品は、2008年4月19日から世界7都市（上海、台北、パリ、ソウル、香港、東京、大阪）で全10公演を開催したライブツアー「TOUR 2008 L'7 〜Trans ASIA via PARIS〜」から、同年6月1日に東京ドームで行ったライブの模様を収録したライブビデオである。
フィジカルは通常盤（2DVD）の1形態でリリースされている。初回限定仕様はスペシャルパッケージ仕様となっており、L'7ロゴステッカーが封入されている。2枚組DVDのうちDisc1には16曲目に披露された「READY STEADY GO」までのライブ本編が収録され、Disc2にはライブ本編の続きに加え、エクストラムービーとして上海、台北、ソウル、香港で行った4公演のライブMC集と、日本公演で曲と曲の幕間にスクリーンで流された俳優・石田純一出演のミニドラマが収録されている。
なお、ライブ本編終わりに流れるスタッフロールにおいて、2009年11月に不慮の事故で逝去したスタッフ、近藤琢哉（愛称：コメット）への追悼のメッセージが記されている。近藤は、数多くのアーティストのライブやイベントの制作に関わり、L'Arc〜en〜Cielのライブ制作にも長く携わっていたスタッフであり、亡くなる直前まで2011年に開催するバンド結成20周年ライブの構想をメンバーと話し合っていたという。ちなみにtetsuyaは、2009年12月に"tetsu"から現在の"tetsuya"にアーティスト名義を変更しているが、これは同氏の名前から一文字譲り受けたことによるものとなっている。tetsuyaは2012年に発表したインタビュー本の中で、近藤の死を受け「僕も、いつか死ぬ訳で。あの世でコメットに会った時に、"おまえがいなくなった後、大変だったけど、頑張ったよ"って言えるようにしないといけないと思ってますし。また、胸張ってコメットに会いたい」と述べている。なお、本作に追悼メッセージを入れた理由について、tetsuyaは「ファンからしたら、関係ないといえば関係ないし、なんで関係ないもの入れてるのって意見もあるのかもしれないけど、やっぱり、僕は忘れたくない。そういう人に支えられてきてるから。何か形にして残したいっていうか。僕が死んでもCDやDVDが残る。でもスタッフの人って、実はそんなに残ってなかったりするから。せっかく一緒に撮った写真とか、映ってるオフショットとかあるなら、少しでも使いたい。形としてこの世に残したいなと思って」と語っている。
ちなみに、hydeはソロ活動期間中に、本作リリースのための映像チェック作業をしていたとき、ライブの出来栄えに感動し、思わず涙したと語っている。hydeは音楽雑誌『CD&DLでーた』2010年2月号のインタビューの中で、このエピソードについて「今、前のドームライブをチェックしてるんですけど、見ていて、すっごいいいライブだったなって思って涙が出てきたんですよ。そんな経験は、初めてかもしれない。でも、たぶん、ずっとやってたらL'Arc〜en〜Cielがこんなにいいライブをしているっていうことには気づけなかったんじゃないかなって思います」「今、L'Arc〜en〜Cielっていうのを客観的に見れてるんですよ。それでその結果思ったのが、見た目はすごいポップなロックバンドを装ってるけど、実は演奏はすげえなっていうこと。やっぱりパッと見、華やかな印象があるんで軽く見られる部分もあるとは思うんですけど、演奏に魂がこもってる。（中略）一曲一曲にすごく魂がこもってる、いいバンドだなって」「正直言うと、忙しいのに、なんでこんな仕事やらなあかんねん。誰かやれや！と思いながら最初は見てたんですけど（笑）、見ているうちに引き込まれるんですよ。それが、すごい。もちろん、ヘタクソ！って思うところもあることはあるんですけど、そんなことがつまらないことに感じるようなライブでしたから」と述べている。
また、2014年2月26日には、本作を含む音楽作品18タイトルを収録したBD-BOX『L'Aive Blu-ray BOX -Limited Edition-』が発売されており、この作品にはライブ音源CDも収録されている。さらに2014年3月19日には、前述のボックス・セットに収められた本作のBlu-ray Disc版が単体でリリースされた。

### 収録曲
- DVD版は本編・特典を2枚に、BD版は1枚に収録。DVD版は「Feeling Fine 2007」以降の楽曲および特典映像がDisc 2となる。

1. REVELATION
2. Pretty girl
3. Caress of Venus
4. DRINK IT DOWN
5. DAYBREAK'S BELL
6. Sell my Soul
7. get out from the shell
8. THE NEPENTHES
9. My Dear
10. LORELEY
11. 永遠
12. forbidden lover
13. SEVENTH HEAVEN
14. Killing Me
15. STAY AWAY
16. READY STEADY GO
17. Feeling Fine 2007 （P'UNK〜EN〜CIEL）
18. HONEY 2007 （P'UNK〜EN〜CIEL）
19. NEXUS 4
20. Driver's High
21. Link
22. MY HEART DRAWS A DREAM
23. 星空

- <Extra>
  - MC COLLECTION 〜L'7 at ASIA〜
  - 連続幕間ドラマ『ラブストーリーは幕間に』 第一話・第二話・第三話・最終話